# Friedrich von Schelling
Friedrich Wilhelm Joseph von Schelling, født 27. januar 1775 i Leonberg i Württemberg, død 20. august 1854 i Bad Ragaz, var en tysk filosof. Han var, sammen med Fichte og Hegel, repræsentant for den tyske idealisme.
Schelling var en grundlægger af den spekulative naturfilosofi, der sigtede på at afsløre naturens sande guddommelige væsen, og som stillede spørgsmålstegn ved den stive grænse mellem ånd og natur. Han så naturen som gennemstrømmet og styret af ånd. Mange af romantikkens ideer findes i hans filosofi, og han regnes for at være den mest udprægede romantiske filosof.

## Liv og gerning
Schellings far Joseph Friedrich Schelling var præst i Leonberg i Württemberg og var desuden en betydelig orientalist. Det intellektuelle miljø i forældrenes hus var præget af protestantisk mystik og pietistisk inderlighed, og det fik en vis indflydelse på hans filosofi.
Schelling studerede først teologi og derpå filosofi i Tübingen, hvor han sluttede venskab med Hegel og Hölderlin. De tre boede sammen og udviklede et usædvanligt frugtbart åndeligt venskab, af hvilken grund man kaldte dem ”de tre fra Tübingen” (”die Tübinger Drei”). De kom til at præge digtning og tænkning i de næste århundreder. De drak vin, diskuterede og læste højt for hinanden, og sammen skrev de et manifest for den tyske idealisme. De var overbeviste om, at de levede i en periode, hvor menneskeheden ville gøre store fremskridt. Deres selskab kaldte de "den usynlige kirke", i modsætning til samfundets "synlige kirke".
Efter at have taget doktorgraden drog Schelling i 1796 til Leipzig som lærer for to unge adelige. I 1798 blev han på foranledning af Goethe udnævnt til professor i Jena, der på den tid var centret for den tyske romantik. Han traf Fichte, der virkede som professor her til 1799, og Novalis, Tieck, Steffens, brødrene Schlegel og et par år senere atter Hegel.
Sammen med Hegel udgav han i perioden 1802—03 tidsskriftet Kritisches Journal der Philosophie. Tidligere havde han i Jena udgivet "Zeitschrift für speculative Physik" (1800—02), der atter fortsattes i 1803 som "Neue Zeitschrift für speculative Physik".
I Jena kom Schelling i huset hos August Wilhelm Schlegel. Huset var et mødested for den tidlige romantiske bevægelse. Schlegels hustru Caroline Schlegel (1763-1809) var en usædvanlig frisindet kvinde, der slet ikke svarede til den tids konservative kvindebillede. Hun var forfatter og fungerede som en muse for de tidlige romantikere. Mellem Schelling og den tolv år ældre Caroline udviklede der sig en stor kærlighed. Denne udvikling medførte, at Caroline med Goethes støtte lod sig skille fra August Schlegel, hvilket vakte offentlig skandale. Den 26. juni 1803 blev hun gift med Schelling i Murrhardt i Württemberg. For Schelling blev Caroline både en muse, en hustru, en hjælper og en samtalepartner.
I 1806 drog Schelling til München, hvor han blev medlem af Videnskabernes Akademi. Allerede i 1809, efter seks års ægteskab, døde Caroline af tyfus. Schelling faldt i dyb sorg. På obelisken på hendes gravmæle lod han anbringe disse ord. ”Gud har givet mig hende, døden kan ikke røve hende fra mig.”
Sorgen fik et filosofisk udslag i det dialogiske skrift Clara. Eller om sammenhængen mellem naturverdenen og åndeverdenen (fra 1810). Skriftet indeholder Schellings overvejelser over døden, og det fungerede som et filosofiens trøsteskrift for ham.
Efter Carolines død begyndte hendes bedste venindes datter, Pauline Gotter (1786-1854), at brevveksle med den ensomme filosof. Herigennem kom de to hinanden nærmere, og den 11. juni 1812 blev de gift. Ægteskabet resulterede i seks børn. Pauline døde i 1854.
I 1813 begyndte Schelling udgivelsen af et nyt tidsskrift, "Allgemeine Zeitschrift von Deutschen für Deutsche". Efter en fejde med München-akademiets præsident forlod han München og holdt i perioden 1820—26 forelæsninger i Erlangen. I 1827 kaldtes han tilbage til München og blev professor ved det nyoprettede universitet der. Senere blev han geheimeråd og præsident for Videnskabernes Akademi.
For at støtte den kirkelige reaktion kaldte kong Frederik Vilhelm den 4. ham i 1841 til Berlin. Hans med stor spænding imødesete Berlin-forelæsninger blev dog en fiasko. Da forelæsningerne tilmed blev udgivet uden hans vidende og vilje, trak han sig tilbage fra sin lærevirksomhed, men forblev dog i Berlin.
Schelling døde den 20. august 1854 under et kurophold i Bad Ragaz i Schweiz. Her står hans gravmæle.

## Filosofi
I filosofiens historie står Schelling som den typiske romantiker, en glimrende begavelse, der lærte hurtigt, men som også hurtigt gik fra videnskabelige undersøgelser til geniale syner eller sælsomme fantasterier. Han stillede altid sin fremgangsmåde i modsætning til erfaringens lange, besværlige vej, og han nåede selv tidligt sit højdepunkt. Mens Hegel som moden mand langsomt opførte sit vældige system, skrev Schelling sine bedste værker mellem sit 22. og 29. år. Hurtigt lammedes han i sin produktion; hans arbejde blev kun tilløb og, ofte ret pralende, bebudelser af hvad der skulle komme.
Schelling var filosofiens egentlige romantiker ved sin dybe kærlighed til naturen, hvis inderste væsen han mente at have gennemskuet. Mens romantikken hos Fichte var etik, var den hos Schelling naturpanteisme. Også i sit opgør med oplysningstiden var han den mest udprægede romantiker ved sin ungdommelige og overmodige polemik. Mens Fichte gennem Kant havde forbindelse med oplysningstiden, og selv Hegel på visse punkter stod den nær, havde Schelling brudt med den på alle punkter og stod også Kant fjernt. Hvad han tog fra Fichte’s teoretiske filosofi, var de tanker, i hvilke denne var mindst påvirket af Kant.
Schelling filosofi kan næppe betragtes som ét sammenhængende system, snarere som stadier i en filosofisk udvikling. Der er dog en tydelig tematisk sammenhæng mellem de forskellige stadier. Ifølge den tyske filosof Christian Iber er det grundlæggende problem i alle Schellings stadier, hvordan det absolutte, som er hinsides og forud for fornuften, kan begrundes fornuftsmæssigt. Hvordan kan der gives en fornuftig forklaring på det absolutte, uden at det absolutte bliver prisgivet fornuften?

### Det absolutte
I 1794 udkom Fichte’s Wissenschaftslehre, og studiet af denne gav Schelling en afgørende impuls. I 1795 skrev han Vom Ich als Prinzip der Philosophie oder über das Unbedingte im menschlichen Wissen som reaktion på Fichtes skrift. Fichte ville udlede alt af det absolutte jeg, som han betragtede som årsagen til både de individuelle jeger og til objekterne (ikke-jeget).
Ifølge Schelling er det imidlertid vanskeligt at sige noget om det absolutte jeg. Han stiller spørgsmålstegn ved, om det i det hele taget kan betegnes som et ”jeg” eller et ”subjekt”. For noget absolut kan kun forstås som det, der overskrider (transcenderer) enhver relation mellem subjekt og objekt, siger han. Han bruger derfor udtrykket det absolutte.
Om det absolutte siger han, at det er udenfor rum og tid - eller som han udtrykker det: Det har ikke en rumlig-tidslig struktur. At det forholder sig sådan, gør det vanskeligt at sige noget om det absolutte i det hele taget. Det absolutte jeg ligger for Schelling uden for området for objektiv bevisbarhed, og det ligger forud for alle fornuftsovervejelser.
I sine breve fra 1795 og 1796 nævner Schelling, at forsøget på at udlede et filosofisk system af det absolutte ender i et paradoks: Det absolutte kan ikke undersøges filosofisk, uden at det samtidig bliver gjort til et objekt. Men hvis det er et objekt, er det ikke længere noget absolut. Schelling drager heraf den konsekvens, at det absolutte ikke kan forstås teoretisk, men kun i forbindelse med afslutningen af en praktisk proces.
Denne praktiske proces kan kun fuldbyrdes gennem kunsten, siger han. Et afgørende begreb er her ”det skønne”, som viser sig i selvets ”stille hengivelse” til det absolutte. Her ses et tydeligt romantisk element i hans filosofi: Kunsten kan nå det absolutte eller en højere åndelig verden dér, hvor filosofien og fornuften må give op. Som han siger: "Kunsten er det højeste for filosoffen, fordi den ligesom åbner det allerhelligste, hvor det, der er splittet i naturen og historien … brænder ligesom i én flamme, en evig oprindelig forening." Hverken videnskaben eller filosofien kan nå en så høj erkendelse, som kunsten kan.
Kunsten kan fremstille identiteten mellem ånd og natur i en sanselig form, for eksempel i form af et digt, et maleri eller et stykke musik. Identiteten mellem ånd og natur foreligger således allerede i det konkrete kunstværk.

### Naturfilosofi
I 1797 begynder et nyt stadium i Schelling’s Filosofi. Her viser sig et andet romantisk element: interessen for naturen. Schelling nærede personligt en stærk kærlighed til naturen, som han mente havde åbenbaret sit inderste væsen for ham.
I modsætning til Newtons klassiske mekanik beskriver han naturen som en organisme. Han har en dynamisk teori om naturen, som han forestiller sig som levende og bevægende i sig selv. Grundlaget for naturens stadige bevægende proces er dens uendelige produktivitet.
Naturens proces består ifølge Schelling i en udvikling fra enkle former til stadig mere komplicerede former. Der er tre hovedfaser i denne udvikling: 1) materie, 2) liv og 3) ånd. Denne udvikling kan illustreres med det berømte citat (som i virkeligheden ikke stammer fra Schelling, men som findes i flere kulturer, f.eks. den kinesiske, den indiske og den iranske): "Ånden slumrer i stenen, drømmer i planten, vågner i dyret og kommer til bevidsthed i mennesket." Stenen repræsenterer materien, planten og dyret repræsenterer livet, og mennesket repræsenterer ånden. I virkeligheden er de alle ånd - blot manifesteret i forskellig grad. Schelling ser naturen som en manifestation af ånd. Heri ligger dens dybeste væsen.
Naturens virksomhed er altså i virkeligheden den usynlige ånds virksomhed. Hvert produkt af naturen (en plante, et dyr, et menneske, osv.) er et produkt af ånden. Som han siger: "Naturen skal være den synlige ånd, ånden den usynlige natur". Ånden selv er usynlig, men den viser sig synligt i naturen.

### Identitetsfilosofi
I perioden fra 1801 til 1806 udvikler Schelling sin identitetsfilosofi, der søger at finde enheden i tilværelsens modsætninger. I det absolutte er modsætningerne ophævet. Der er for eksempel intet skel mellem mellem subjekt og objekt. Skaber og skabning og skabning er det samme, for Gud og verden er ét og det samme.
Tilværelsen indeholder en række modsætninger, for eksempel modsætningerne mellem subjekt og objekt, skaber og skabning, natur og ånd, godt og ondt. Disse modsætninger er udspaltninger af en oprindelig enhed.
Det absolutte kalder Schelling også for ”verdensånden”. Om verdensånden gælder det, at den har ”kreativitet”. I kraft af denne kreativitet har den på et tidspunkt udspaltet modsætningerne og sat verdenshistorien i gang. Der er en polær spænding i verdensånden.
Verdenshistorien er ”verdensåndens store spejl”. Den er en fremadskridende, gradvis åbenbaring af verdensånden. Verdenshistorien er som et drama, der er digtet af verdensånden.

### Religionsfilosofi
Året 1809, hans første hustrus dødsår, sætter et afgørende skel i Schellings filosofi. Den filosofi, der ligger efter det i dette år udkomne skrift Untersuchungen über das Wesen der menschlichen Freiheit, indeholder en mere teistisk religionsfilosofi, i modsætning til hans ungdoms naturpanteisme.
Sin nærmere udvikling får hans tænkning på dette punkt ved påvirkning fra Franz Xaver von Baader og særligt Jacob Böhme, hvis mystiske teosofi han optager i sit system. Mere og mere skyder tanken om en oprindelig modsætning i guddommen sig frem foran den tidligere hævdelse af det absolutte som det identiske.
I Münchener Vorlesungen fra 1827 skelner Schelling mellem den negative filosofi og den positive filosofi. Den negative filosofi forsøger ved hjælp af fornuften at finde frem til alle tings væsen. Den forsøger at erkende tingenes væsen ved at udvikle et begrebssystem. Men man kan ikke ved hjælp af et begrebssystem slutte sig til eksistensen af det, begrebssystemet er begrebssystem om, siger Schelling. Den negative filosofi kan forklare begrebernes hvad, men ikke deres at.
Den negative filosofi kan for eksempel forklare, hvad der ligger i begrebet ”Gud”, men den kan ikke forklare, at Gud faktisk findes. Man kan ikke bevise Guds eksistens ud fra begrebet om Gud. Her tilslutter Schelling sig Kants kritik af det ontologiske gudsbevis.
Den positive filosofi går derimod ud fra, at Gud eksisterer. Men at Gud eksisterer er ikke noget, man kan finde ud af ved hjælp af fornuften. Gud er forud for al fornuft. At antage Guds eksistens er ikke en logisk følge af et bestemt begrebssystem. Det er derimod en viljeshandling fra menneskets side, siger Schelling.

## Indflydelse
Schellings tanker har øvet en befrugtende indflydelse på de forskelligste kredse. En bestemt afgrænset skole har Schelling, der så ofte skiftede standpunkt, dog ikke efterladt sig. Under hans påvirkning har blandt andre været Hegel, Franz von Baader, Fr. Krause, W. Rosenkranz, Karl Wilhelm Ferdinand Solger og Coleridge. Af naturforskere kan nævnes Johs. Müller, Karl Ernst von Baer, K. G. Carus og H.C. Ørsted. I psykologien anerkendes Schelling for at have præget begrebet ”ubevidsthed”.

## Værker
Schellings samlede værker (i 14 bind) blev udgivet i årene 1856—61.
- Über die Möglichkeit einer Form der Philosophie überhaupt (1794)
- Vom Ich als Princip der Philosophie oder über das Unbedingte im menschlichen Wissen (1795)
- Abhandlung zur Erläuterung des Idealismus der Wissenschaftslehre (1796)
- Ideen zu einer Philosophie der Natur (1797)
- Von der Weltseele (1798)
- System des transcendentalen Idealismus (1800)
- Philosophie der Kunst (Forelæsning) (1802/1803)
- System der gesammten Philosophie und der Naturphilosophie insbesondere (Nachlass) (= „Wurzburger-“ oder „1804-system“) (1804)
- Philosophische Untersuchungen über das Wesen der menschlichen Freiheit (1809); dansk oversættelse: "Om den menneskelige friheds væsen", Hans Reitzel 1997. ISBN 87-412-3004-3
- Weltalter (1811)
- Philosophie der Mythologie (Forelæsning) (1842)
- Philosophie der Offenbarung (Forelæsning) (1854).

Nyere udgaver
- Vorlesungen über die Methode des akademischen Studiums. Hrsg.v. Walter E. Erhardt. Meiner, Hamburg 1990. ISBN 3-7873-0972-1
- Das Tagebuch. Hrsg. v. Hans Jörg Sandkühler. Meiner, Hamburg 1990. ISBN 3-7873-0722-2
- System des transzendentalen Idealismus. Hrsg. v. Horst D. Brandt u. Peter Müller. Meiner, Hamburg 2000. ISBN 3-7873-1465-2
- Philosophische Untersuchungen über das Wesen der menschlichen Freiheit und die damit zusammenhängenden Gegenstände. Hrsg. v. Thomas Buchheim. Meiner, Hamburg 2001. ISBN 3-7873-1590-X
- Zeitschrift für spekulative Physik. Hrsg. v. Manfred Durner, 2 Bde. Meiner, Hamburg 2002. ISBN 3-7873-1694-9
- Bruno oder über das göttliche und natürliche Prinzip der Dinge. Ein Gespräch. Hrsg. v. Manfred Durner. Meiner, Hamburg 2005. ISBN 3-7873-1719-8

### Primærlitteratur
- Friedrich Wilhelm Joseph von Schellings sämmtliche Werke. Herausgegeben von K.F.A. Schelling. 1. Abteilung: 10 Bde. (= I–X); 2. Abteilung: 4 Bde. (= XI–XIV), Stuttgart/Augsburg 1856–1861. Nach der Originalausgabe in neuer Anordnung hrsg. v. M. Schröter, 6 Hauptbände, 6 Ergänzungsbände, München 1927 ff., 2. Aufl. 1958 ff.
- Schelling, F. W. J. (2008). Om den nyere filosofis historie - München-forelæsninger (1827). Slagmark - Tidsskrift for idéhistorie, (52), 149–172.
- Schelling, Friedrich (2013): Filosofiske undersøgelser om den menneskelige friheds væsen og de dermed sammenhængende genstande. Philosophia
- Schelling, Friedrich (2018): Om den nyere filosofis historie. München-forelæsninger. Philiosophia
- Schelling, Friedrich (2021): Den transcendentale idealismes system. Philosophia. Forord og oversættelse ved Ulf Houe og Lasse Posborg Michelsen

### Sekundærlitteratur
- Aus Schelling’s Leben. I: Briefen [udg. af Plitt, 1869—70].
- Beckers: Schelling’s Geistesentwickelung [1875].
- Michel Blay: Dictionnaire des concepts philosophiques. Paris 2013.
- Benjamin Christensen (2018). The Place of Truth: With Heidegger and Schelling Toward a Poetics of Truth. Idealistic Studies, 47(1), 23-41.
- Hans Carl Finsen: Den romantiske bevægelse i Tyskland. Hans Reitzels forlag 1973. ISBN 87-00-38838-6
- Kuno Fischer: Schelling’s Leben und Schriften. 1872—77. Geschichte der neueren Philosophie, VI.
- K. Franz: Schelling’s positive Philosophie. 1879—80.

- Harald Høffding: Den nyere Filosofis Historie [1895], II, 143—155).
- Christian Iber: Das Andere der Vernunft als ihr Prinzip: Grundzüge der philosophischen Entwicklung Schellings mit einem Ausblick auf die nachidealistischen Philosophiekonzeptionen Heideggers und Adornos. De Gruyter, Berlin, New York 1994.
- Ove Korsgaard: Grundtvig rundt – en guide. Gyldendal 2018. E-bogsudgave. ISBN 978-87-02-27078-5
- Orden Pour le Mérite für Wissenschaften und Künste. Die Mitglieder des Ordens. Bind 1: 1842–1881. Gebrüder Mann Verlag 1975. ISBN 3-7861-6189-5
- Anders Moe Rasmussen & Steen Brock (2013). Introduktion til F.W.J.Schelling "Filosofiske undersøgelse om den menneskelige friheds væsen og de dermed sammenhængende genstande". I A. M. Rasmussen, & S. M. Mau (red.), Filosofiske undersøgelser om den menneskelige friheds væsen og de dermed sammenhængende genstande (1 udg., Bind 1, s. 7-36). Forlaget Philosophia.
- Mette Smølz Skau: Grundtræk og udviklingslinjer i den tyske idealisme. Refleks # 44. Institut for filosofi, Pædagogik og Religionsstudier. Syddansk Universitet. Odense.
- Morten Ziethen (2016). Schelling - panlogisme vs. Pan-logisme: Eller om de fornuftige grunde til at afvise fornuftens totalitet. I A. M. Rasmussen, & M. Ziethen (red.), System, frihed og virkelighed: En indføring i den tyske idealismes hovedpositioner (s. 124-157). Forlaget Philosophia.
- Friedrich Wilhelm Joseph (von) I: Salmonsens Konversationsleksikon, 2. udgave, bind XX; Kjøbenhavn 1926; s. 1074-1076.  Arkiveret 5. september 2017 hos  Wayback Machine
- Verdenslitteratur, bind 8: Romantik. Gyldendal 1968.